# 김세윤 (신학자)
김세윤은 대한민국 출신의 미국 풀러신학교 교수이며, 세계적인 신학자이다.

## 학력
- 서울대학교
- 맨체스터대학교
- 튀빙겐대학교 등에서 수학
- 케임브리지의 틴데일 라이브러리에서 연구
- 맨체스터 대학교에서 Ph. D.

## 경력
- 튀빙겐대학교에서 Humboldt 연구원으로서 연구
- 싱가포르와 미국 칼빈신학교, 고든코넬신학교에서 교수 사역
- 국내에서는 개혁신학연구원(현 개신대학원대학교) 교수, 아세아연합신학대학 교수, 총신대학교 신학대학원 교수와 대학원장을 역임
- 미국 풀러신학대학원 신약신학 교수 및 한인 목회학 박사 과정 담당 부 학장직을 역임
- 현재 풀러신학대학원에서 신약신학 교수로 봉직

## 활동
- 교회개혁실천연대 고문

## 저서
저서는 다음과 같다.
- The Origin of Paul’s Gospel(Tubingen: Mohr Siebeck, 1981; 제2수정증보판 1984; Grand Rapids: Eerdmans, 1982; Eugene: Wipf & Stock, 2007). 한역인 《바울 복음의 기원》(엠마오, 1994; 두란노 개정판, 2018), “The ‘Son of Man’ ” as the Son of God(Tubingen: Mohr Siebeck,1983; Grand Rapids: Eerdmans, 1985; Eugene: Wipf & Stock, 2011)
- 《“그 ‘사람의 아들’” - 하나님의 아들》(엠마오 초판, 1992; 두란노 개정판, 2012), 한역으로는 Paul and the New Perspective(Grand Rapids: Eerdmans, 2002; TuTbingen: Mohr Siebeck, 2002)와 그 한역인 《바울 신학과 새 관점》(두란노, 2002)
- Christ and Caesar(Grand Rapids: Eerdmans, 2008)와 그 한역인 《그리스도와 가이사》(두란노, 2008)가 있다. 그 외에 두란노에서 출간된
- 《구원이란 무엇인가》(2001)
- 《복음이란 무엇인가》(2003)
- 《예수와 바울》(2001)
- 《주기도문 강해》(2000)
- 《요한복음 강해》(2001)
- 《빌립보서 강해》(2004)
- 《고린도전서 강해》(2007)
- 《칭의와 성화》(2013)
- 《바른 신앙을 위한 질문들》(2015)
- 《그리스도가 구속한 여성》(2016)